# CexCells
Albums de Blaqk Audio
Bright Black Heaven
(2010)
CexCells est le premier album du groupe d'électro-pop américain Blaqk Audio. Il est sorti en 2007.

## Liste des titres
| 1.    | Stiff Kittens                                | 3:47 |
| 2.    | Between Breaths                              | 4:28 |
| 3.    | Snuff on Digital                             | 5:03 |
| 4.    | Bitter for Sweet                             | 6:10 |
| 5.    | Where Would You Like Them Left?              | 4:16 |
| 6.    | The Fear of Being Found                      | 4:44 |
| 7.    | On a Friday                                  | 4:14 |
| 8.    | The Love Letter                              | 4:23 |
| 9.    | Semiotic Love                                | 3:32 |
| 10.   | Cities of Night                              | 3:47 |
| 11.   | Again, Again and Again                       | 3:26 |
| 12.   | Wake Up, Open the Door and Escape to the Sea | 3:05 |
| 51:03 |                                              |      |